# ザバーブ
ザバーブ（The Barb、1863年 - 1888年）とは1866年のメルボルンカップに勝った有名なオーストラリア（当時はイギリス領ニューサウスウェールズ州）のサラブレッド競走馬である。

## 経歴
ニューサウスウェールズ州・バサーストで、父サーハーキュリーズと母フェアヘレンの間に生まれ、200ギニーで売られた。非常に強く怒りっぽい性格で有名で「ブラックデーモン」という名で知られていた。試走ではスタートするや後退し、他馬がゴールすることにはむしろ下がっていた。デビュー戦でも騎手を振り落とし、2戦目でも暴れて勝負にならなかった。このあとなんとか初勝利を上げ、3歳の春（つまり9月）、ぶっつけで第6回オーストラリアンダービーに挑戦、2馬身差で逃げ切り勝ち。メルボルンカップもハナ差で勝った。地元シドニーカップは1868年と1869年の2回勝っている。とくに1869年は10ストーン8ポンド（約67kg）というシドニーカップのハンデレコードで優勝。生涯で23戦走り、うち16戦で1着になっている（22-24戦、15-17勝と推定されているが、記録がはっきりとは残っていない）。
競走馬引退後、チャールズ・レイノルズに売られ、彼のトカル牧場で種牡馬になった。種牡馬としては優秀な子を送り出すことなく終わったが、母の母の父としてウォレス（カーバインのオーストラリアでの最良馬。ヴィクトリアダービー、ヴィクトリアセントレジャー、シドニーカップ、豪リーディングサイアー5回）を出している。1888年ミタミタで死亡。ザバーブは2004年にオーストラリア競馬名誉の殿堂に殿堂馬として加えられた。

## 年度別競走成績
- 1865/1866年（3戦1勝）
  - AJCナーサリーハンデキャップ
- 1866/1867年（8戦5勝）
  - オーストラリアンダービー、メルボルンカップ、チャンピオンシップ、ホームブッシュプレート
- 1867/1868年（5戦3勝）
  - シドニーカップ、ポートフィリップステークス、ラウンセストンタウンプレート
- 1868/1869年（7戦7勝）
  - シドニーカップ、AJSクイーンズプレート、グレートメトロポリタンステークス、クレイヴァンプレート、ランドウィックプレート、ポートフィリップステークス